# 조주종심
조주종심(趙州從諶, 778∼897)은 중국 당나라 산동성(山東省) 임치현(臨淄縣)에서 태어난 선승이고, 마조도일에서 이어지는 남전보원(또는 남천보원)의 제자이다.
평생 검소한 생활을 하고, 시주를 해라고 권하지 않아서 오래된 부처(고불)라는 칭송을 받았다.
120세에 입적을 하여 상당히 오래살았다. 특히, 화두를 많이 남겨 〈벽암록〉에 전하는 100개의 화두 중 12개가 조주종심의 것이다.

## 생애
어려서 고향의 용흥사에서 출가했다. 숭산 소림사 유리계단(琉璃戒壇)에서 구족계(具足戒)를 받았다.
80세 전까지는 행각(떠돌이 생활을 하며 수행)을 하였다. 이때 7살 사미라도 배울 것이 있으면 배울 것이고, 100살 노인이라도 가르칠 것이 있으면 가르친다는 마음가짐으로 행각을 하였다.
80세가 되어 조주성(趙州城) 동쪽 관음원의 주지가 되 머물러서, 호가 조주가 되었다. 897년 120세로 입적하였고, 제자들에게 사리를 줍지 말라고 하였다.

## 시
120세까지 장수했기에 풍요롭고 편안한 일생을 보냈을 것 같지만, 오히려 반대였다. 다음은 <조주록>에 실려 있는 12시가(十二時歌) 중 일부이다. 조주종심의 솔직한 삶이 드러난다.
 닭 우는 축시(丑時)
가난한 마을인지라, 절 꼬락서니는 말할 것도 없다.

부처님께 마지 공양은 그만두고, 아침 죽 끓일 쌀알조차 없으니

창문 틈새마다 수북이 앉은 먼지나 바라볼 밖에…

반갑지 않은 참새만 짹짹대고, 친한 사람은 하나도 없으니

혼자 앉아 낙엽 지는 소리를 듣는다.

누가 말했던가! 출가자는 애증(愛憎)을 끊는 거라고…

생각할수록 눈물이 나 손수건을 적신다.

 해가 높이 뜬 사시(巳時)
머리 깎고, 이 지경에 이를 줄을 누가 알았으랴

어쩌다 청을 받아 들여, 시골구석 중이 되고 보니

굴욕과 굶주림, 처량한 신세에 죽을 지경이다.

키다리 장삼(張三)과 껌둥이 이사(李四),

그들은 눈꼽만큼도 나를 존경하지 않는다.

아까는, 갑자기 문 앞에 나타나서는

‘차 꿔달라’, ‘종이 꿔달라’ 떼만 쓰고 가더라.

## 일화

### 조주가 남전(또는 남천)을 만나다

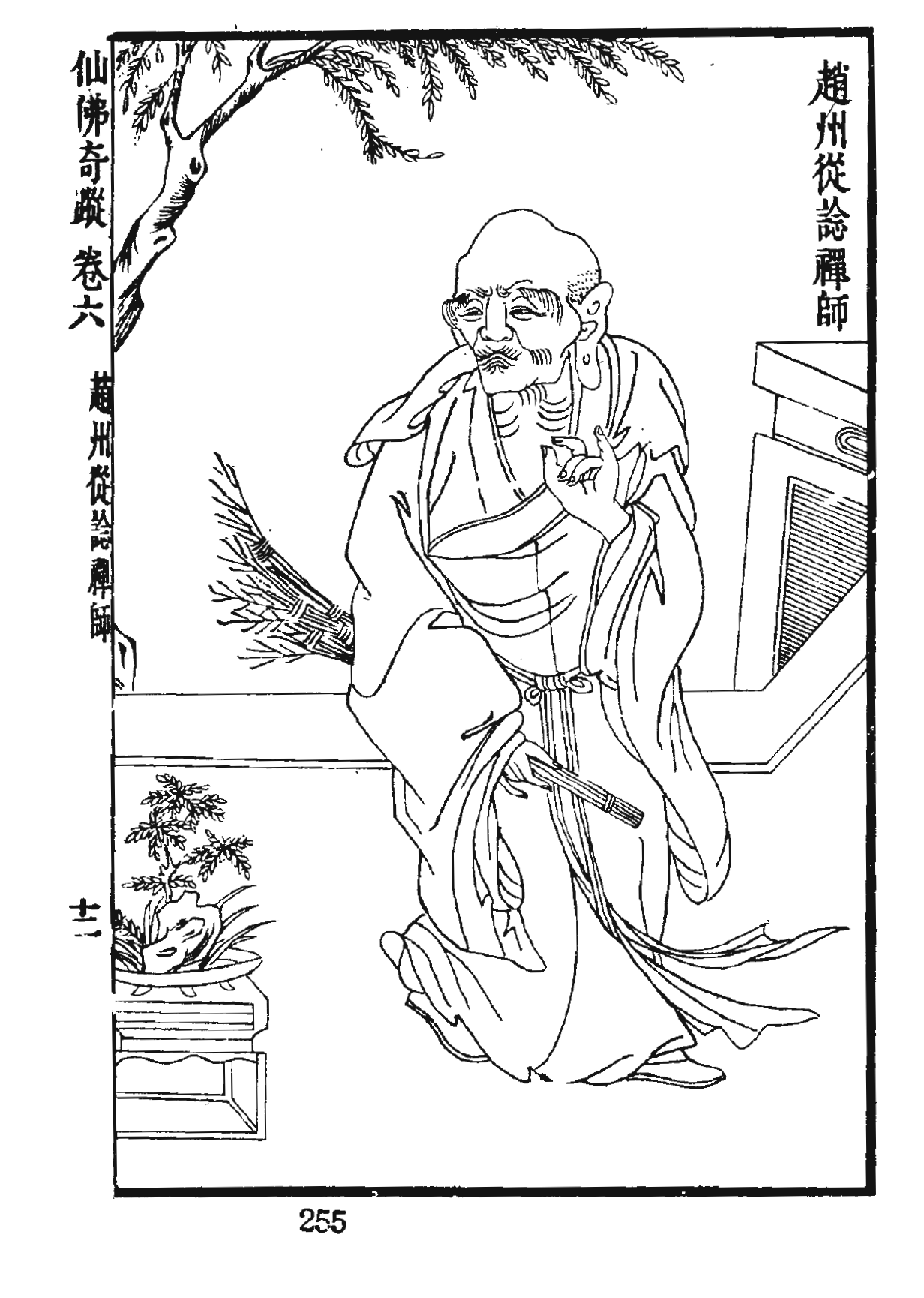
편집하기

남전선사가 조주종심이 자신의 절로 오자, 방장실에 누워있다가 어디에서 왔는지를 물었다. 조주종심은 서상원(瑞像院)에서 왔다고 했다. 그러자 남전선사는 상서로운 모습을 보았는가라고 물었다.
이건 서상원(瑞像院)의 한자가 상서로울 서(瑞), 모양 상(像), 절 원(院)이라서 언어유희를 한 것이다. 그러자 조주종심은 서상(상서로운 모양)은 보지 못하고, 누워있는 부처는 보았다고 말했다.
남전선사가 흥미를 보이며 일어나더니 다시 묻기를, 주인이 있는 사미(유주사미)인지 주인이 없는 사미(무주사미)인지를 물었다. 그러니 조주종심이 주인이 있는 사미라고 했다. 남전선사가 주인이 누구냐고 하자, 조주종심은 동짓날이 매우 추우니 큰스님(화상)께서는 몸조심하시라고 말하였다. 이에 남전선사는 조주종심을 기특히 여겼다.

### 뜰 앞의 잣나무
어느 한 스님이 조주종심에게 와서 조사께서 서쪽에서 온 이유가 무엇인지를 물었다. 이는 인도에서 달마대사가 동쪽인 중국 당나라로 온 이유를 묻는 말이다.
그러자 조주종심은 뜰 앞의 잣나무라고 말했다. 질문을 했던 스님은 큰 스님께서는 경계를 써서 응하지 말라고 하였다. 조주종심은 산승(산에 사는 승려)은 경계를 써서 응하지 않는다고 하였다.
질문 했던 스님이 다시 조사께서 서쪽에서 온 이유를 물으니, 조주종심은 뜰 앞의 잣나무라고 말했다.

### 끽다거(喫茶去): 차나 마시거라
조주종심이 자신의 절에 온 승려에게 전에 온 적이 있는 지를 물었다. 승려는 있다고 말했다. 그러자 조주종심을 차 한잔 마셔라고 했다.
조주종심이 또 다른 승려에게도 똑같이 절에 온 적이 있는 지 묻자, 다른 승려가 없다고 말했다. 조주조심이 또 다시 차 한잔 마셔라고 했다.
이걸 본 원주(주지)가 조주종심에게 왜 절에 온 적이 있던지 없던지 차를 한잔 마시라고 하는 지를 묻자, 조주종심은 원주에게도 자네도 차 한잔 마시고 가라고 했다.

### 개에게도 불성이 있습니까?
한 학인이 조주종심에게 개에게도 불성이 있냐고 물었다. 조주종심은 없다고 말했다.
그러자 학인은 불성은 부처님으로부터 개미까지 다 있는데, 개는 어떻게 없냐고 다시 물었다. 조주종심은 업식성(業識性 : 중생심이 밝지 못하여 망념이 일어나 업이 움직이는 첫 모양의 성질)을 버리지 못하였기 때문이라고 했다.
이것이 조주종심의 화두 중 가장 유명한 일명 무자(無字) 화두이다.